# Izabela II. Jeruzalemska
Izabela II., znana tudi kot Jolanda Briennska, je bila princesa francoskega porekla, hčerka vladajoče jeruzalemske kraljice Marije Montferraške in njenega moža Ivana Briennskega, * okoli 1212, † 4. maj 1228, Andria, Kraljevina Sicilija.
Od leta 1212 do svoje smrti leta 1228 je bila vladajoča kraljica Jeruzalemskega kraljestva. S poroko s Friderikom II., cesarjem Svetega rimskega cesarstva, je postala tudi cesarica Svetega rimskega kraljestva ter kraljica Sicilije in Nemčije.

## Otroška kraljica
Izabela II. je bila rojena v Andrii v južni Italiji kot edini otrok svojih staršev. Mati je kmalu po Izabelinem rojstvu umrla, morda zaradi poporodne vročice. Izabela je bila zato samo nekaj dni po svojem rojstvu razglašena za jeruzalemsko kraljico. Ker oče ni imel neposrednih zahtev po jeruzalemski kroni, je vladal kot njen regent.

## Poroka s Friderikom II.
Med srečanjem Ivana  Briennskega, papeža Honorija III. in Friderika II. v Ferentinu leta 1223 se je Friderik je končno odločil, da bo šel v križarsko vojno, vendar le kot zakoniti jeruzalemski kralj. To je bilo mogoče samo s poroko  z  mlado kraljico Izabelo II. Friderik je takrat že ovdovel. Papež je upal, da bo s to poroko cesarja trdno povezal s šesto križarsko vojno. Po potrjeni zaroki je cesar vseeno odložil svoj odhod do avgusta 1225, ko sta se z Izabelo  poročila po pooblaščencu v Akki. Nekaj dni kasneje je bila Izabela II. okronana za kraljico Jeruzalemskega kraljestva.
Izabela je priplula v Italijo z dvajsetimi galejami, ki jih je poslal ponjo Friderik II. 9. novembra 1225 sta se osebno  poročila  v stolnici v Brindisiju. Med poročno slovesnostjo se je Friderik razglasil za jeruzalemskega kralja in nemudoma poskrbel, da so bile vladarske pravice Izabelinega očeta Ivana Briennskea takoj prenesene nanj. Takratne kronike so opisovale razkošna  poročna slavja v gradu Oria, in ogorčeno reakcijo njenega očeta Ivana Briennskega, ki je ostal brez oblasti.

## Smrt
Po poroki je Friderik zadržal Izabelo v osami v Palermu. Pri 14 letih je novembra 1226 rodila svojega prvega otroka, hčerko. Nekateri viri jo omenjajo kot Margareto. Deklica je avgusta 1227 umrla. Izabela je umrla 4. maja 1228, potem ko je 25. aprila 1228 rodila drugega otroka, sina Konrada. Pokopana je bila v andrijski  stolnici.